# Ronny Gaspercic
Ronald Ronny Gaspercic, né le 9 mai 1969 à Genk en Belgique, est un footballeur international belge qui joue au poste de gardien de but.
Élu meilleur gardien de but du championnat belge en 1998, Gaspercic compte huit sélections en équipe nationale.

## Biographie
D'origine croate, Gaspercic est formé au FC Winterslag, devenu RC Genk en 1988. Il y découvre le football professionnel avant de devenir titulaire au poste de gardien pendant six saisons. Parti au KRC Harelbeke en 1996, il est élu meilleur gardien de but du championnat belge en 1998 avant de signer en Espagne, à Extremadura. Gaspercic est sélectionné dans la foulée pour la première fois en équipe de Belgique pour un match amical au Luxembourg, le 18 novembre 1998 (0-0).
Titulaire en Espagne, Ronny Gaspercic est présélectionné comme troisième gardien pour le championnat d'Europe 2000 organisé par la Belgique, mais doit finalement déclarer forfait du fait d'une blessure. Sa huitième et dernière cape date de 2001. Il rejoint par la suite le Betis Séville comme doublure, puis Alavés et Albacete.
En 2005, à 36 ans et après sept saisons en Espagne, il revient dans son pays natal où il joue deux dernières saisons professionnelles sous le maillot du KVC Westerlo.
Gaspercic a disputé plus de 300 matchs de championnat belge et 150 matchs en championnat espagnol.

## Statistiques

### En club
| Saison                | Club                    | Championnat           | Championnat | Championnat | Coupe(s) nationale(s) | Coupe(s) nationale(s) | Compétition(s) continentale(s) | Compétition(s) continentale(s) | Compétition(s) continentale(s) | Total | Total |
| Saison                | Club                    | Division              | M.          | B.          | M.                    | B.                    | Comp.                          | M.                             | B.                             | M.    | B.    |
| 1985-1986             | KFC Winterslag          | Division 2            | 0           | 0           | -                     | -                     | -                              | -                              | -                              | 0     | 0     |
| 1986-1987             | KFC Winterslag          | Division 2            | 0           | 0           | -                     | -                     | -                              | -                              | -                              | 0     | 0     |
| 1987-1988             | KFC Winterslag          | Division 1            | 5           | 0           | -                     | -                     | -                              | -                              | -                              | 5     | 0     |
| 1988-1989             | KRC Genk                | Division 1            | 18          | 0           | 2                     | 0                     | -                              | -                              | -                              | 20    | 0     |
| 1989-1990             | KRC Genk                | Division 2            | 36          | 0           | 6                     | 0                     | -                              | -                              | -                              | 42    | 0     |
| 1990-1991             | KRC Genk                | Division 1            | 5           | 0           | -                     | -                     | -                              | -                              | -                              | 5     | 0     |
| 1991-1992             | KRC Genk                | Division 1            | 20          | 0           | 2                     | 0                     | -                              | -                              | -                              | 22    | 0     |
| 1992-1993             | KRC Genk                | Division 1            | 21          | 0           | -                     | -                     | -                              | -                              | -                              | 21    | 0     |
| 1993-1994             | KRC Genk                | Division 1            | 26          | 0           | 1                     | 0                     | -                              | -                              | -                              | 27    | 0     |
| 1994-1995             | KRC Genk                | Division 2            | 37          | 0           | 3                     | 0                     | -                              | -                              | -                              | 40    | 0     |
| 1995-1996             | KRC Genk                | Division 2            | 34          | 0           | 4                     | 0                     | -                              | -                              | -                              | 38    | 0     |
| Sous-total            | Sous-total              | Sous-total            | 202         | 0           | 18                    | 0                     | -                              | -                              | -                              | 220   | 0     |
| 1996-1997             | KRC Harelbeke           | Division 1            | 34          | 0           | 1                     | 0                     | -                              | -                              | -                              | 35    | 0     |
| 1997-1998             | KRC Harelbeke           | Division 1            | 33          | 0           | 2                     | 0                     | -                              | -                              | -                              | 35    | 0     |
| 1998-1999             | KRC Harelbeke           | Division 1            | 1           | 0           | -                     | -                     | CI                             | 2                              | 0                              | 3     | 0     |
| Sous-total            | Sous-total              | Sous-total            | 68          | 0           | 3                     | 0                     | -                              | 2                              | 0                              | 73    | 0     |
| 1998-1999             | CF Extremadura          | Primera División      | 33          | 0           | -                     | -                     | -                              | -                              | -                              | 33    | 0     |
| 1999-2000             | CF Extremadura          | Segunda División      | 33          | 0           | 1                     | 0                     | -                              | -                              | -                              | 34    | 0     |
| 2000-2001             | CF Extremadura          | Segunda División      | 32          | 0           | 4                     | 0                     | -                              | -                              | -                              | 36    | 0     |
| Sous-total            | Sous-total              | Sous-total            | 98          | 0           | 5                     | 0                     | -                              | -                              | -                              | 103   | 0     |
| 2001-2002             | Betis Séville           | Primera División      | 2           | 0           | -                     | -                     | -                              | -                              | -                              | 2     | 0     |
| 2002-2003             | Betis Séville           | Primera División      | -           | -           | 1                     | 0                     | C3                             | 1                              | 0                              | 2     | 0     |
| 2003-2004             | Deportivo Alavés (prêt) | Segunda División      | 37          | 0           | -                     | -                     | -                              | -                              | -                              | 37    | 0     |
| 2004-2005             | Albacete Balompié       | Primera División      | 17          | 0           | 2                     | 0                     | -                              | -                              | -                              | 19    | 0     |
| Sous-total            | Sous-total              | Sous-total            | 56          | 0           | 3                     | 0                     | -                              | 1                              | 0                              | 60    | 0     |
| 2005-2006             | KVC Westerlo            | Division 1            | 34          | 0           | 4                     | 0                     | -                              | -                              | -                              | 38    | 0     |
| 2006-2007             | KVC Westerlo            | Division 1            | 27          | 1           | 1                     | 0                     | -                              | -                              | -                              | 28    | 1     |
| Sous-total            | Sous-total              | Sous-total            | 61          | 1           | 5                     | 0                     | -                              | -                              | -                              | 66    | 1     |
| Total sur la carrière | Total sur la carrière   | Total sur la carrière | 485         | 1           | 34                    | 0                     | -                              | 3                              | 0                              | 522   | 1     |

### En sélections nationales
| Saison                | Sélection             | Phases finales        | Phases finales | Phases finales | Éliminatoires CDM | Éliminatoires CDM | Éliminatoires EURO | Éliminatoires EURO | Matchs amicaux | Matchs amicaux | Total | Total |
| Saison                | Sélection             | Compétition           | M              | B              | M                 | B                 | M                  | B                  | M              | B              | M     | B     |
| --------------------- | --------------------- | --------------------- | -------------- | -------------- | ----------------- | ----------------- | ------------------ | ------------------ | -------------- | -------------- | ----- | ----- |
| 1998-1999             | Belgique              | -                     | -              | -              | -                 | -                 | -                  | -                  | 4              | 0              | 4     | 0     |
| 1999-2000             | Belgique              | -                     | -              | -              | -                 | -                 | -                  | -                  | 3              | 0              | 3     | 0     |
| 2000-2001             | Belgique              | -                     | -              | -              | -                 | -                 | -                  | -                  | 1              | 0              | 1     | 0     |
| Total sur la carrière | Total sur la carrière | Total sur la carrière | -              | -              | -                 | -                 | -                  | -                  | 8              | 0              | 8     | 0     |

### Matchs internationaux
| Matchs internationaux de Ronny Gaspercic, | Matchs internationaux de Ronny Gaspercic, | Matchs internationaux de Ronny Gaspercic,  | Matchs internationaux de Ronny Gaspercic, | Matchs internationaux de Ronny Gaspercic, | Matchs internationaux de Ronny Gaspercic, | Matchs internationaux de Ronny Gaspercic, | Matchs internationaux de Ronny Gaspercic,                           |
| #                                         | Date                                      | Lieu                                       | Adversaire                                | Résultat                                  | Compétition                               | Club                                      | Notes                                                               |
| ----------------------------------------- | ----------------------------------------- | ------------------------------------------ | ----------------------------------------- | ----------------------------------------- | ----------------------------------------- | ----------------------------------------- | ------------------------------------------------------------------- |
| 1                                         | 18 novembre 1998                          | Stade Josy-Barthel, Luxembourg, Luxembourg | Luxembourg                                | N 0 - 0                                   | Match amical                              | CF Extremadura                            | Titulaire.                                                          |
| 2                                         | 3 février 1999                            | Stade Tsírio, Limassol, Chypre             | Chypre                                    | V 1 - 0                                   | Tournoi international de Chypre 1999      | CF Extremadura                            | Titulaire.                                                          |
| 3                                         | 27 mars 1999                              | Stade Roi Baudouin, Bruxelles, Belgique    | Bulgarie                                  | D 0 - 1                                   | Match amical                              | CF Extremadura                            | Titulaire.                                                          |
| 4                                         | 30 mars 1999                              | Stade Maurice-Dufrasne, Liège, Belgique    | Égypte                                    | D 0 - 1                                   | Match amical                              | CF Extremadura                            | Titulaire.                                                          |
| 5                                         | 10 octobre 1999                           | Stadium of Light, Sunderland, Angleterre   | Angleterre                                | D 1 - 2                                   | Match amical                              | CF Extremadura                            | Entre en jeu à la place de Geert De Vlieger à la 46e minute de jeu. |
| 6                                         | 13 novembre 1999                          | Stade Via del Mare, Lecce, Italie          | Italie                                    | V 3 - 1                                   | Match amical                              | CF Extremadura                            | Titulaire.                                                          |
| 7                                         | 26 avril 2000                             | Ullevaal Stadion, Oslo, Norvège            | Norvège                                   | V 2 - 0                                   | Match amical                              | CF Extremadura                            | Titulaire, remplacé par Geert De Vlieger à la 31e minute de jeu.    |
| 8                                         | 25 avril 2001                             | Stade Letná, Prague, Tchéquie              | Tchéquie                                  | N 1 - 1                                   | Match amical                              | CF Extremadura                            | Entre en jeu à la place de Geert De Vlieger à la 46e minute de jeu. |

## Palmarès

### En club
|  |  | KFC Winterslag - Championnat de Belgique de deuxième division : - Vice-champion : 1987 |  | KRC Genk - Championnat de Belgique de deuxième division : - Vice-champion : 1996 |

### Distinctions personnelles
- Gardien de l'année en 1998.